# Граф Стратерн

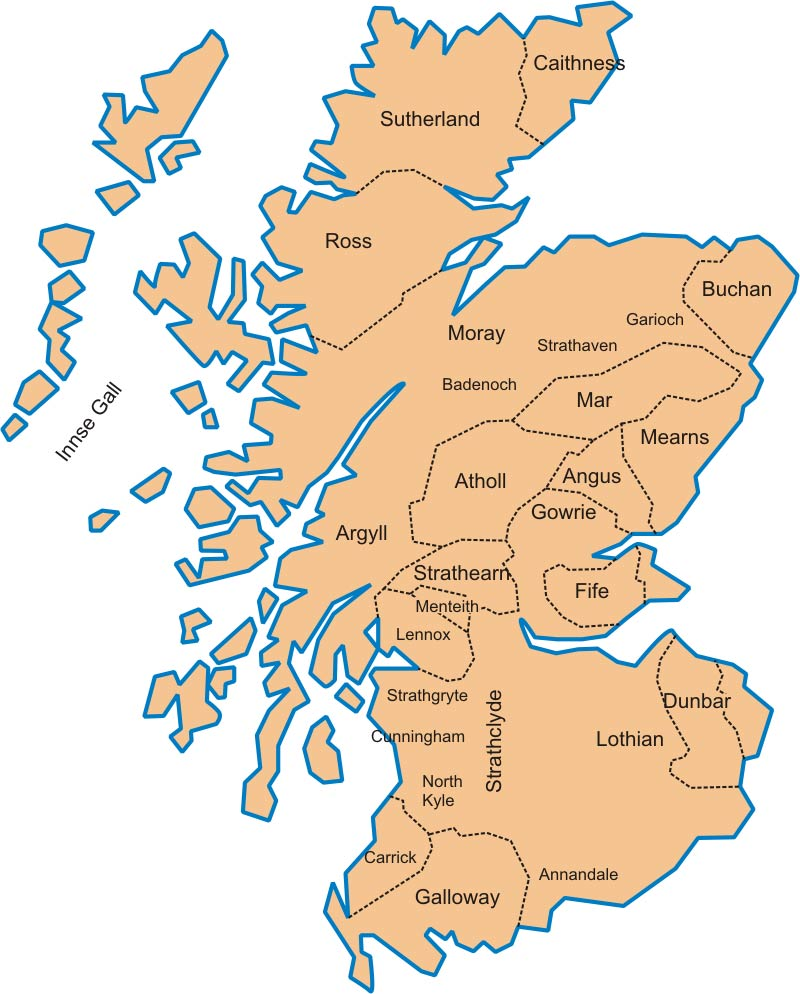
Историческая провинция Стратерн на карте Шотландии

Герб графства Стратерн

Граф Стратерн — титул правителя области Стратерн в средневековой Шотландии (первоначально — мормэр).

## История
Мормэры Стратерна впервые упоминаются в исторических документах с 1115 года. 
Первый мормэр Стратерна — Маоль Йоса I упоминается в 1138 году английским историком Элередом Ривоским в Битве штандартов, где он сражался на стороне короля Шотландии Давида I.
Последним правителем Стратерна был Маоль Йоса V (ум. 1350), также носивший титул графа Оркни. Он поддержал Эдуарда Баллиоля против Дэвида Брюса, который конфисковал у него области Стратерн и Кейтнесс. В октябре 1343 года титул графа Стратерна был передан королём Давидом II барону Морису де Моравиа (ум. 1346).
В 1357 году титул графа Стратерна получил Роберт Стюарт (1316—1390), будущий король Шотландии. В 1371 году титул графа получил Дэвид Стюарт (1357 — ок. 1386), старший сын Роберта II от второго брака с Ефимией де Росс. Ему наследовал единственная дочь Ефимия Стюарт (ум. 1434), которая в 1390 году отказалась от графства Кейтнесс в пользу своего дяди Уолтера Стюарта (ок. 1360—1437). Ефимия была замужем за Патриком Грэмом из Кинкардина, сыном сэра Патрика Грэма из Дундаффа. Их единственный сын Малис Грэм (1406—1490) носил титулы графа Стратерна (1413—1427) и Ментита (1427—1490). В 1427 году титул графа Стратерна был конфискован и передан королём Уолтеру Стюарту, графу Атолла и Кейтнесса. В 1437 году Уолтер Стюарт был казнен, а все его титулы конфискованы.
В 1562 году Джеймс Стюарт (1531—1570), незаконнорожденный сын короля Шотландии Якова V Стюарта, получил титулы графа Морея, лорда Абернети и Стратерна.
В 1631 году Уильям Грэм, 7-й граф Ментейт (ок. 1591—1661), получил титул графа Стратерна в качестве наследника Ефимии Стюарт, графини Стратерн. Но в 1633 году он вынужден был довольствоваться менее престижным титулом графа Эйрта.
Кроме того, титул графа Стратерна носили члены королевской семьи (герцог Камберленд и Стратерн в 1766—1790 годах, герцог Кентский в 1799—1820 годах, герцоги Коннот и Стратерн в 1874—1943 годах).
29 апреля 2011 года титул был восстановлен королевой Елизаветой II для своего старшего внука Уильяма Виндзора (род. 1982), герцога Кембриджского.

## Древние графы (мормэры) Стратерна

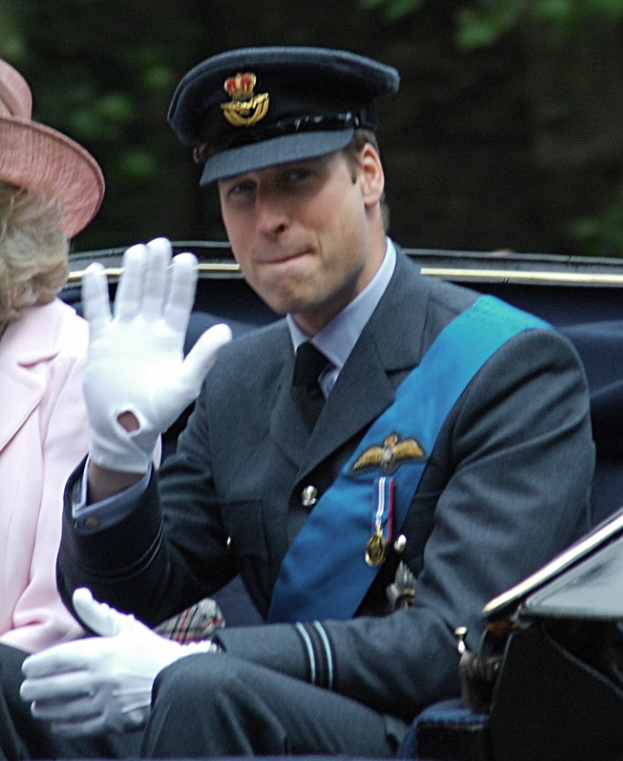
Уильям, герцог Кембриджский, фото 2010 года

Королевский штандарт принца Уильяма Виндзора, графа Стратерна

- ок. 1120/1124 — после 1141: Маоль Йоса I, граф Стратерн
- ок. 1160—1171: Фертет, граф Стратерн, сын (?) предыдущего
- 1171—1223: Гилберт, граф Стратерн (ум. 1223), сын и преемник Фертета
- 1223—1245: Роберт, граф Стратерн, сын Гилберта
- 1245—1271: Маоль Йоса II, граф Стратерн (ум. 1271), сын Роберта
- 1271—1317: Маоль Йоса III, граф Стратерн (ум. 1317), сын предыдущего
- 1317—1329: Маоль Йоса IV, граф Стратерн (ум. 1329), сын предыдущего
- 1330—1334: Маоль Йоса V, граф Стратерн (ум. 1350), сын предыдущего

## Графы Стратерн (1344)
- 1344—1346: Морис де Моравиа, граф Стратерн из Драмсаргарда (ум. 1346), один из приближенных короля Шотландии Давида II. Был женат с 1339 года на Джоанне де Ментейт, вдове графа Маоля Йосы IV.

## Графы Стратерн (1357)
- 1357—1371: Роберт Стюарт, граф Стратерн (1316—1390), будущий король Шотландии Роберт II Стюарт (1371—1390).
- 1371—1386: Дэвид Стюарт, граф Стратерн (1355—1386), пятый сын короля Роберта II Стюарта
- 1386—1413: Ефимия Стюарт, графиня Стратерн (ум. 1415), единственная дочь Дэвида Стюарта, муж — Патрик Грэм
- 1413—1427: Малис Грэм, граф Стратерн (1406—1490), единственный сын Патрика Грэма и Ефимии Стюарт, лишен звания пэра до 1427 года.
- 1427—1437: Уолтер Стюарт, граф Стратерн (ок. 1360—1437), младший сын шотландского короля Роберта II Стюарта от его второго брака с Ефимией, графиней Росса.

## Пэрства Великобритании и Соединенного королевства
- 1766—1790: Принц Генри, герцог Камберлендский и Стратернский (1745—1790), четвертый сын Фредерика, принца Уэльского, внук короля Великобритании Георга II
- 1799—1820: Принц Эдуард Август, герцог Кентский и Стратернский, граф Дублинский (1767—1820), четвертый сын короля Георга III и отец королевы Виктории.
- 1884—1942: Артур Уильям Патрик, принц Великобритании, герцог Коннаутский и Стратернский (1850—1942), третий сын королевы Великобритании Виктории
- 1942—1943: Принц Аластер Артур, герцог Коннаутский и Стратернский (1914—1943), единственный сын принца Артура Коннаутского и принцессы Александры, герцогини Файф, внук и преемник принца Артура.

## Графы Стратерн (2011)
- Принц Уильям, герцог Кембриджский, граф Стратерн, барон Каррикфергюс (род. 1982), старший сын принца Чарльза Уэльского и леди Дианы Спенсер, внук королевы Елизаветы II.